# Domínio de Matsushiro
O Domínio de Matsushiro (松代藩, Matsushiro-han) foi um Han do Período Edo da História do Japão . Anteriormente era conhecido como Domínio de Kawanakajima. Localizava-se na Província de Shinano  na atual Nagano.

## Lista de Daymo
- -- Clã Matsudaira (Tokugawa),  1603-1610 - ( shinpan ; 120.500 koku )[2]

1. Matsudaira Tadateru

- -- Clã Matsudaira (Echizen) , 1616-1618 ( shinpan ; 120.000 koku )[3]

1. Matsudaira Tadamasa

- -- Clã Sakai , 1618-1622 ( fudai ; 100.000 koku )[4]

1. Sakai Tadakatsu

- -- Clã Sanada , 1622-1871 ( tozama  ; 100.000 koku )[5]

1. Sanada Nobuyuki
2. Sanada Nobumasa
3. Sanada Yukimichi
4. Sanada Nobuhiro
5. Sanada Nobuyasu
6. Sanada Yukihiro
7. Sanada Yukitaka
8. Sanada Yukitsura
9. Sanada Yukinori
10. Sanada Yukitami